# Leon Noras
Leon Noras OFMConv., właśc. Walenty Noras (ur. 14 lutego 1834 w Jaroszowicach, zm. 6 lutego 1903 w Sanoku) – polski franciszkanin konwentualny, kaznodzieja, przewodniczący kapituł, przełożony prowincji, asystent generała zakonu franciszkanów.

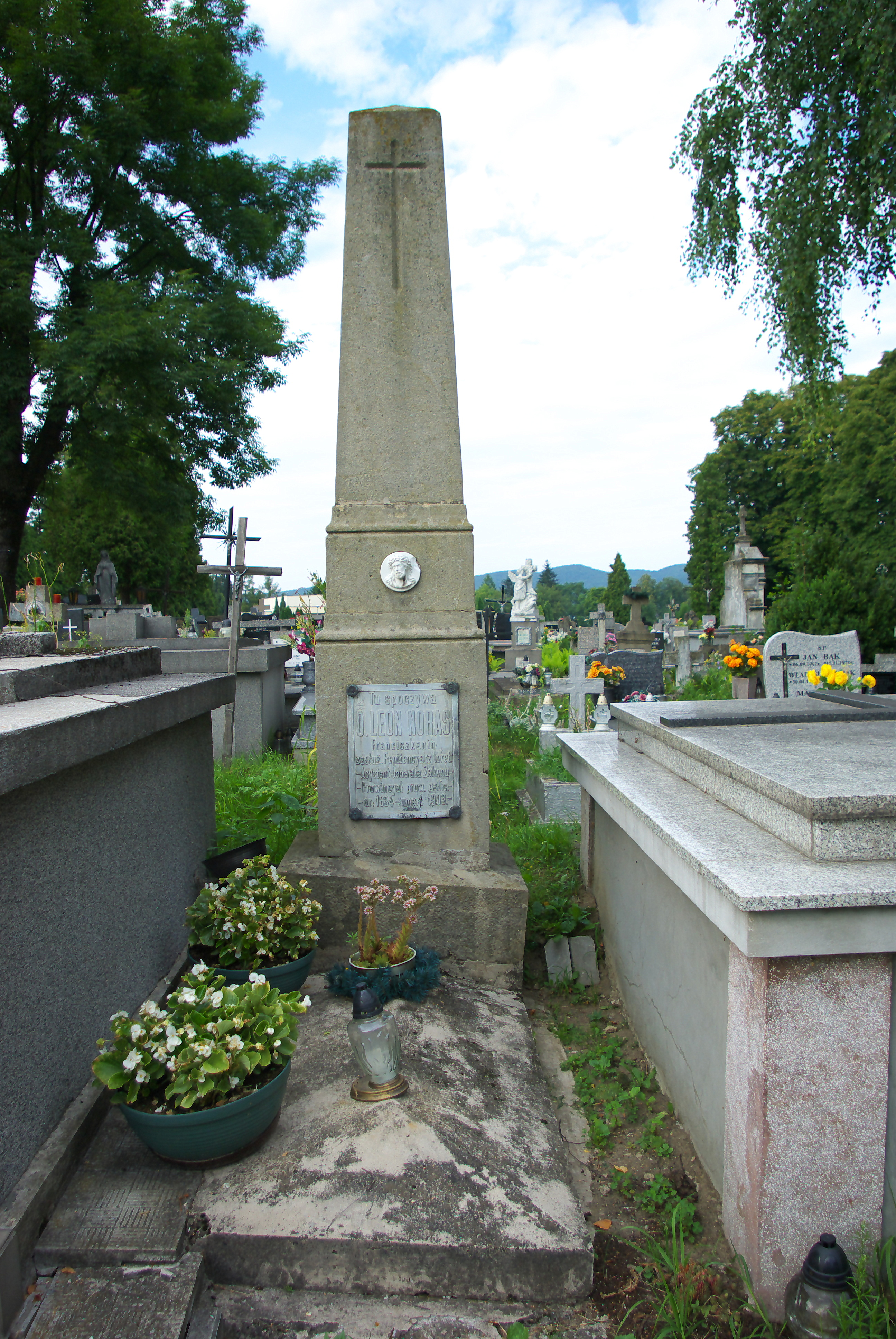
Nagrobek o. Leona Norasa

## Życiorys
Urodził się 14 lutego 1834 w Jaroszowicach (powiat pszczyński) jako syn właściciela młyna Jana i Anny z domu Kajosch. W 1852 wstąpił do zakonu franciszkanów (Zakon Braci Mniejszych Konwentualnych) w Krakowie, jesienią 1852 rozpoczął nowicjat, 27 października 1853 złożył śluby zakonne. 14 czerwca 1857 przyjął święcenia kapłańskie w bazylice katedralnej we Włocławku (udzielił bp Jan Michał Marszewski). Następnie krótkotrwale przebywał w Kaliszu, po czym przez 11 lat posługiwał w krakowskim klasztorze pracując jako kaznodzieja konwentu (1859), ekonom (1863–1866), i wikariusz konwentu. Przyczynił się do odbudowy klasztoru po pożarze z 1850 dokonując kwest.
W 1868 zgłosił się na misje i wyjechał do Włoch. Początkowo przebywał w Rzymie, gdzie zdał egzamin w Sygnaturze Penitencjarii, po czym w 1869 został skierowany do posługi w domku loretańskim Sanktuarium Santa Casa w Loreto i tam pracował jako spowiednik i penitencjarz dla Niemców i Polaków do 1879 (później ponownie w latach 1891-1892; jego następcą w tej funkcji został o. Franciszek Kurpas). W tym czasie dokonał przekładu książek, które wydał w 1870 w Mikołowie pt. Kwiaty św. Leonarda z Porto Mawicio z Zakonu św. Franciszka ofiarowane w miesiącu maju Maryi Najświętszej, czyli rozważania tego świętego do użytku ludu wiejskiego oraz Pociecha utrapionych czyli pobudki do cierpliwości w cierpieniach, pisane przez autora niewidomego, obecnie przetłumaczone z języka włoskiego na polski (publikacje stały się następnie poczytne w Polsce). W 1879 został wybrany na stanowisko socjusza i asystenta generała zakonu franciszkanów, którym był od tego roku przez dwa lata chorwacki abp Bonaventura Maria Soldatić. W swojej funkcji o. Noras wizytował prowincje zakonne w Europie i Ameryce. Był przewodniczącym kapituł w prowincjach: niemieckiej, galicyjskiej, leopoldyńskiej (od 1886), czesko-morawsko-śląskiej (od 1888), Kapituły św. Antoniego w Padwie (w 1891). W 1890 został nadany mu honorowy tytuł eksprokuratora generalnego. W listopadzie 1889 z własnych środków założył fundację dla kleryków z Krakowa studiujących w Rzymie, zaś na rzecz biblioteki klasztoru krakowskiego w 1890 przekazał ok. 300 ksiąg. Wraz ze swoim przełożonym generałem zakonu przełomie XIX i XX wieku przyczynił się do odnowy życia zakonnego. 
W lipcu 1892 został wybrany przełożonym (prowincjałem) prowincji Galicji i Lodomerii z siedzibą we Lwowie, w ramach której funkcjonowały klasztory polskie. 22 lipca 1895 wybrany został na drugą kadencję, którą wypełniał do maja 1899. W okresie swojego urzędowania aktywnie działał na rzecz wyjazdów zakonników franciszkańskich na misje - wspierając takowe instalacje duchownych w swoim rodzinnym Śląsku oraz w Ameryce. Był organizatorem studium filozoficzno-teologicznego w Krakowie, w którym kształcili się duszpasterze polonijni. W okresie urzędowania jako prowincjał czynił jeszcze większe starania o podniesienie poziomu karności oraz wypełnianie wierne zachowania konstytucji i reguły zakonu. Przeprowadzał wizytacje obiektów klasztornych i kościelnych oraz wykazywał dbałość o dokonywanie remontów, odnowy budynków i renowacji (odnowiono m.in. kościół w Horyńcu, ustanowiono nowe ołtarze w kościele w Haliczu, wykonano prace w kościele w Hanaczowie, w kościele w Kalwarii Pacławskiej, przy klasztorze w Krośnie, Sanoku). Dbał o prowincjalne seminarium duchowne. Po zakończeniu siedmioletniej kadencji na stanowisku prowincjała został przeniesiony do Sanoka i przebywał w tamtejszym klasztorze Franciszkanów.
Zmarł 6 lutego 1903 w Sanoku. Został pochowany na cmentarzu przy ul. Rymanowskiej w Sanoku 8 lutego 1903 w pogrzebie pod przewodnictwem gwardiana klasztoru ojców kapucynów w Krośnie, o. Ignacego Kolbusza. Nagrobek o. Leona Norasa został wpisany do rejestru zabytków i podlega ochronie prawnej